# Galega
La galega (Galega officinalis), també anomenada ruda de cabres, alfals gallec o alfals anglès, és una de la família fabàcies originària d'Europa central i meridional, Àsia Menor i Iran. A Catalunya la trobem a diverses poblacions com la vegueria de Lleida, de Manresa o de Barcelona. També pot créixer, molt rarament subespontània, a les contrades plujoses de l'Albera, Berguedà, Montseny, etc.

## Distribució mundial
- AFRICA: Nord d'Àfrica: Algèria, Marroc
- ÀSIA-TEMPERADA: Oest d'Àsia: Turquia
- ÀSIA-TROPICAL: Sub-continent de l'Índia : Pakistan
- EUROPA CENTRAL: Àustria; Txecoslovàquia; Alemanya; Hongria; Països Baixos

Sud-est Europa: Albània; Bulgària; Grècia; Itàlia; Romania; antiga Iugoslàvia
- Sud-oest d'Europa: França; Espanya

## Etimologia
Galega (segons Archangels 1882), prové del grec gala que significa "llet", i de ega (provocar), ja que era emprada com a galactogen en petits animals domèstics.

## Ecologia
Creix en camps humits, habitats arenosos inundats propers a rieres o rases. És una planta perenne. Viu durant el transcurs dels anys, encara que als hiverns desapareix tot vestigi de vida i a l'arribada del mes d'abril, reprèn el seu procés vital amb el naixement de noves plantes de les que ressorgiran un altre cop noves fulles i òrgans reproductors.
Recol·lecció: es recol·lecten les fulles tallant-les en el moment de la floració, es fragmenten i es deixen assecar a l'ombra en un lloc ben airejat i esteses sobre canyissos o en paquets. A l'assecador, la temperatura no ha de sobrepassar els 50 °C. Els cultius ja antics es poden recol·lectar diversos cops en un any. No s'han de recollir les flors i les llavors madures.

## Descripció morfològica

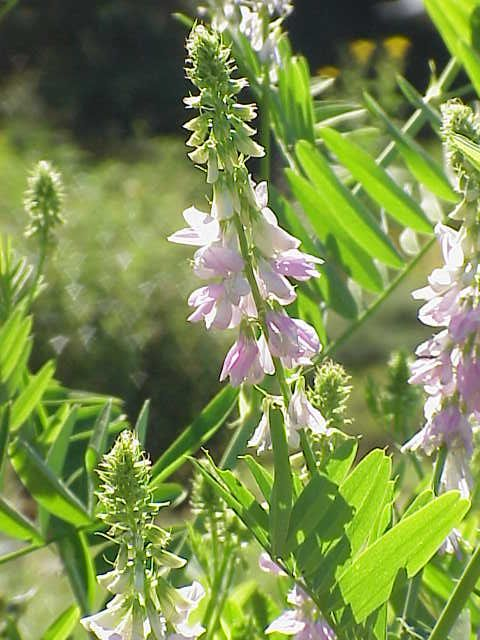
Detall de la planta

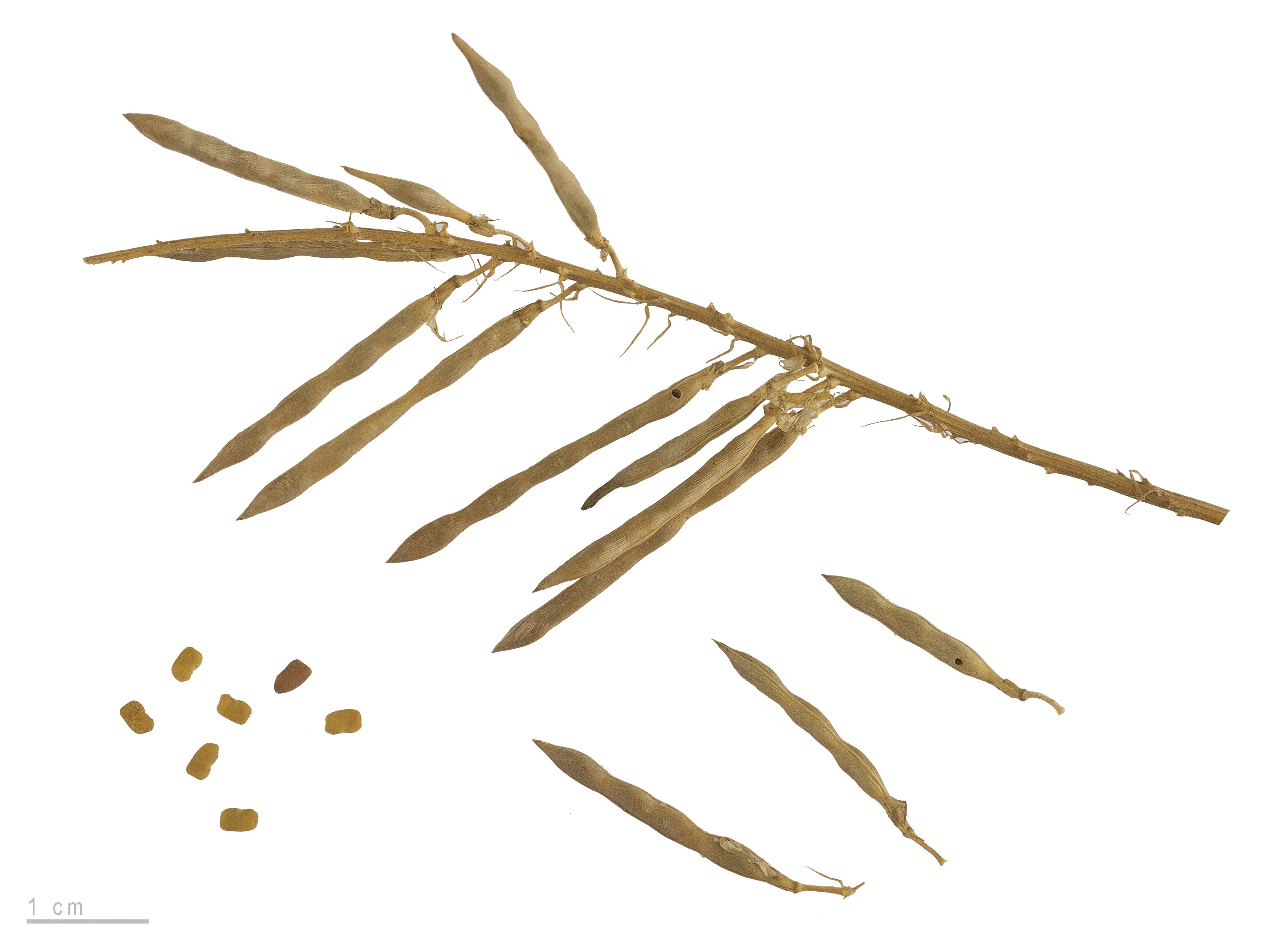
Galega officinalis

És una planta herbàcia perenne semblant a la regalèssia que pot arribar a mesurar 70-100 cm amb una tija erecta, consistent, molt ramificada i glabrescent. Les fulles són alternes pinnaticompostes, amb 4-8 parells de folíols i un al final (el·líptics, obtusos, emarginats, apiculats amb fins a 1 cm d'amplada). Les estípules ovalo-lanceolades, grans, agudes, senceres i auriculades. Presenta una rel secundària i axonomorfa. Les inflorescències són raïms erectes (el seu peduncle és més llarg que les fulles) d'aproximadament 25-30 flors. Les flors són hermafrodites, zigomorfes i pentàmeres. El calze és campanulat, amb 5 sèpals, geperut en la base de la part superior i amb dents triangulars. La corol·la papilionàcia fa entre 10-15 cm i té també 5 pètals. El seu color pot ser blanc, lila o blau-violeta. L'androceu és monadelf amb estams units entre ells. Els fruits són unes beines que al seu interior presenten llavors marrons (llegums), mesuren uns 2-5cm x 2-3 mm i són cilíndrics, estipitats i de color vermellós. És una planta nanofarinòfita.

## Farmacologia

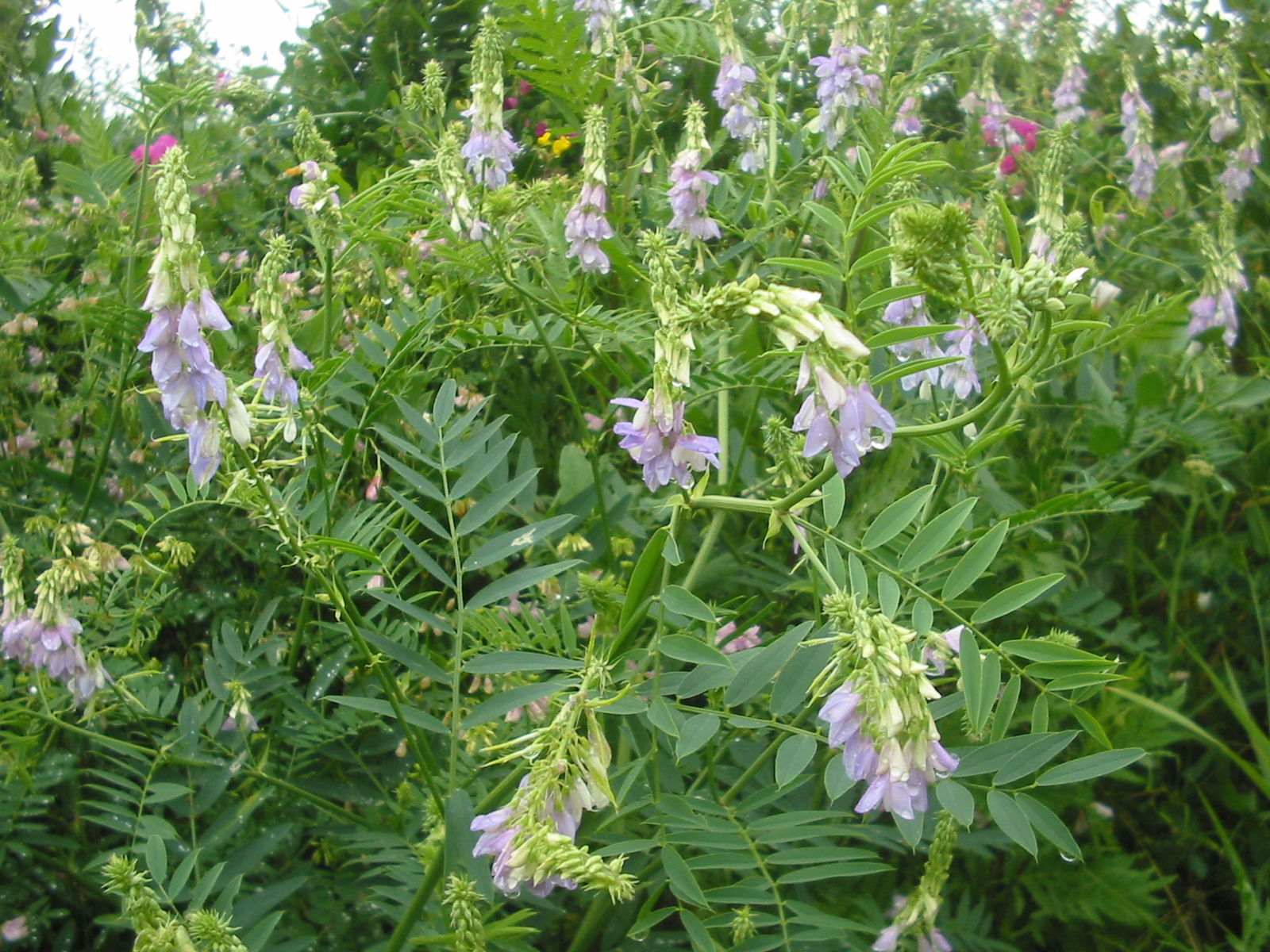
Aspecte general de la planta

La part utilitzada (droga) de la planta són les sumitats florides i les llavors.

### Composició química
Aquesta espècie conté
- derivats de la guanidina com la galegina

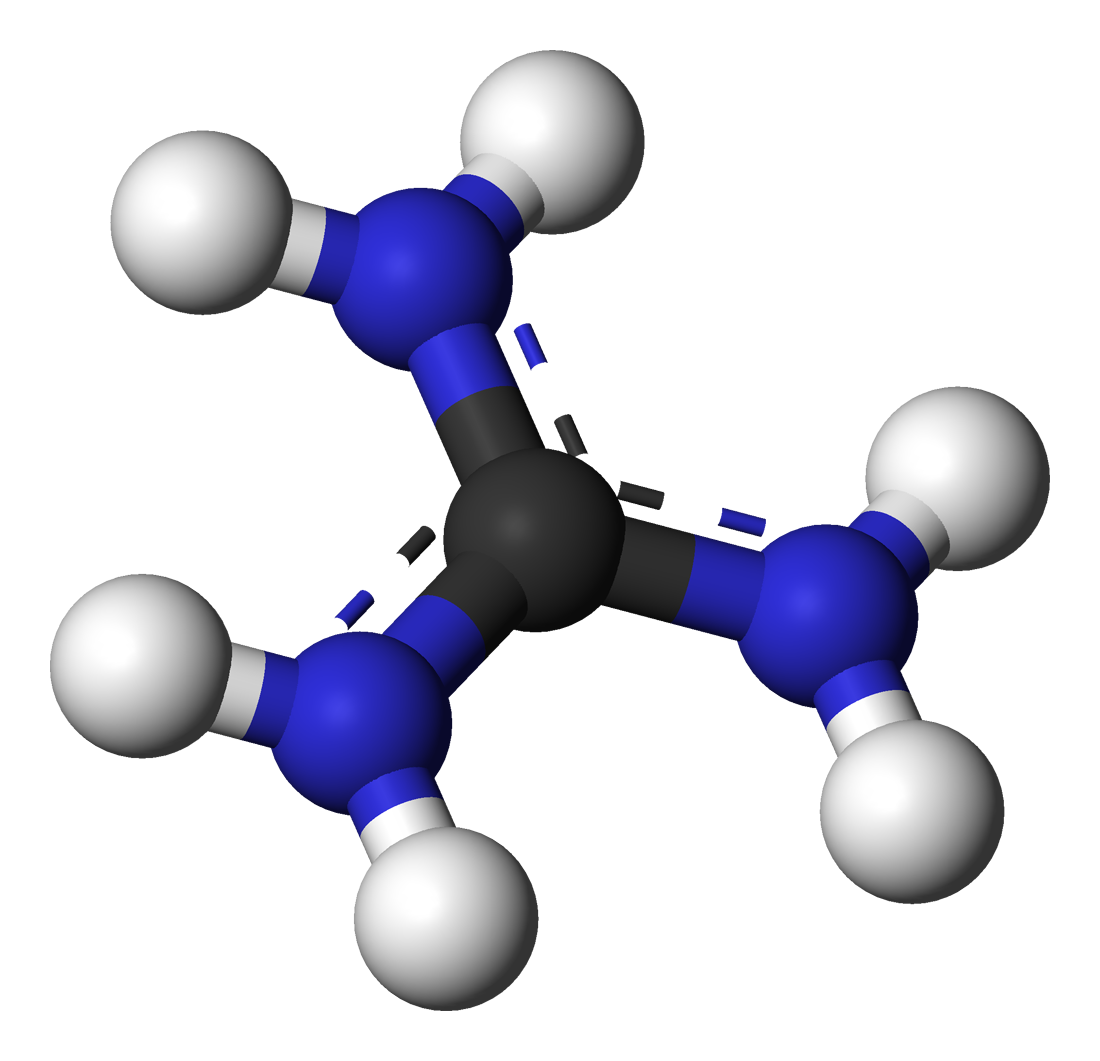
Estructura de la guanidina

- d-peganina i hidroxigalegina
- Flavonoides: galuteolina.
- Tanins
- Saponòsids
- Principis amargants

### Usos medicinals

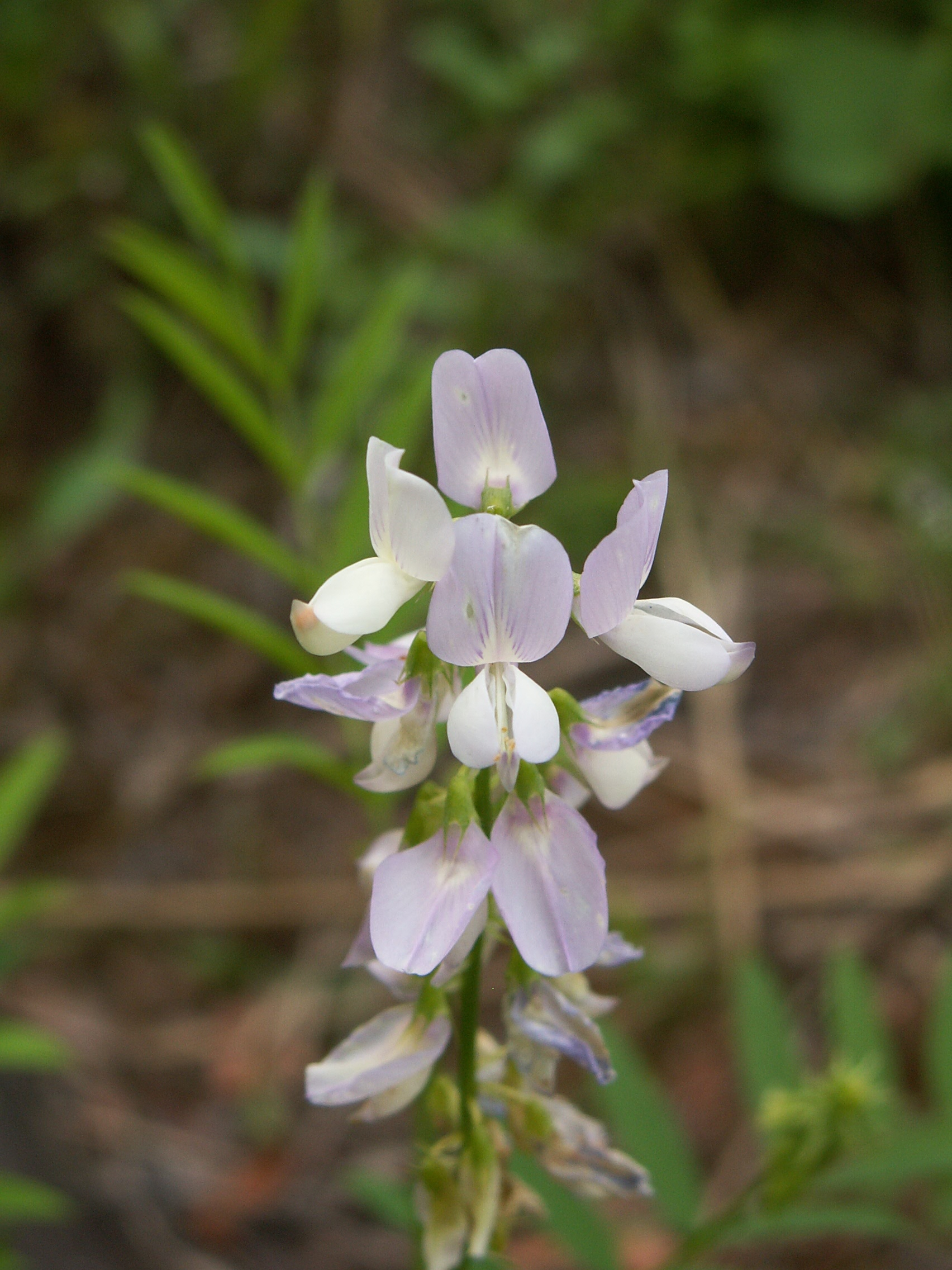
Flors

S'empra en forma de tisanes en la diabetis mellitus (conté galegina, una substància hipoglucemiant) i per estimular l'activitat de les glàndules mamàries durant la lactància. Indicat per estats en els que cal un augment de la diüresi: afeccions genitourinàries (cistitis, ureteritis, uretritis, oligúria, urolitiasi), hiperazotèmia, hiperuricèmia (gota), hipertensió arterial, edemes i sobrepès amb retenció de líquids. És per tant un coadjuvant en el tractament de la diabetis mellitus.
Administració. Forma galènica i posologia:
- infusió: s'afegeixen dos grams de la sumitat florida o de llavors a un quart de litre d'aigua prèviament bullida i calent, durant 10 minuts amb agitació ocasionalment. Seguidament es procedeix a la filtració i el líquid obtingut es pot prendre abans de cada àpat. Aquesta operació es pot repetir fins a tres vegades al dia.
- Extracte fluid: 30 - 40 gotes a l'inici dels àpats en cures setmanals discontínues.
- Tintura: 50-100 gotes mitja hora abans dels àpats

### Accions farmacològiques / propietats
- Diürètic
- diaforètica, sudorífic
- hipoglucemiant
- ungüent cicatrizant (ús tòpic)
- galactogen
- vermífug

Els derivats de la guanidina i els flavonoides (galuteolina) li confereixen propietats hipoglucemiants i diürètiques. A més a més es considera galactògena.

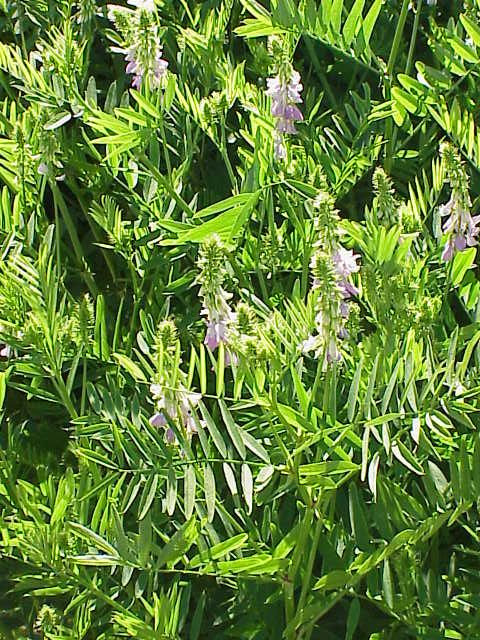
Aspectes de les fulles imparipinnades

### Indicacions
Estats en els que cal un augment de la diüresi, afeccions genitourinàries (cistitis, uretritis, oligúria, urolitiasi), hiperazotèmia, hiperuricèmia, hipertensió arterial, edemes, sobrepès amb retenció de líquids. També és un coadjuvant en el tractament de la diabetis mellitus. Lactància.

## Toxicitat
Aquesta planta ingerida resulta altament tòxica pel bestiar. Per la presència d'alcaloides és recomanable emprar-la amb precaució: no superar les dosis recomanades i prescriure de forma discontínua.
Els extractes de la Galega Officinalis s'han emprat des de l'edat mitjana en el tractament de la diabetis mellitus. Es va identificar la guanidina com un dels components de l'extracte, encara que la seva administració com principi actiu pur va demostrar ser inacceptable degut a una elevada toxicitat gastrointestinal.
Embaràs. No prescriure formes de dosificació amb contingut alcohòlic per l'administració oral a nens de dos anys ni a consultants en procés de deshabituació etílica. Per la presència d'alcaloides és recomanable utilitzar-la amb precaució. No s'ha de superar la dosi recomanada i s'ha de prescriure de forma discontínua. És tòxica per la ramaderia.